# 呼和浩特市红卫兵革命造反司令部
呼和浩特市红卫兵革命造反司令部，簡稱呼三司或呼市三司，是呼和浩特市無產階級文化大革命時期的造反派群衆組織。領導人為内蒙古師範學院外語系教師高樹華。
對立組織為红卫军，工农兵，無產者。

## 歷史

### 師院東縱
1966年6月3日，内蒙古師範學院四名教師（高樹華，劉樸，樓基立，劉真）貼出大字報 《評紀之5月18日的動員報告》，指責院長紀之在5月18日的演講中壓制文化大革命，阻礙學生組織的建立，在全校範圍内引發巨大轟動。5月下旬由各级党政干部组成的工作组陆续进驻各学校以领导文化大革命运动。6月21日和25日，高樹華等人又貼出大字報，批評工作組的强硬行爲。
1966年8月5日，內蒙自治區黨委撤銷工作組，釋放高樹華。8月29日，内蒙古師範學院東方紅戰鬥縱隊成立。成為呼一司的下級組織之一。
1966年10月29日，師院東縱從呼一司脫離，成立呼和浩特市红卫兵革命造反司令部。

### 二·五韩桐事件
在上海一月風暴的影響下，1967年1月11日，《内蒙古日报》社被造反派奪權，並创办了《内蒙古日报·东方红电讯》。
1967年1月22日，保守組織红卫军、工农兵，衝擊《内蒙古日报》社。被工學院“井岡山”，呼三司等組織制止，兩派發生暴力衝突。史稱1.22报社武斗事件。軍隊聞訊趕到，對報社進行軍管。
1月25日至1月29日呼三司先後在军区门前举行游行示威與静坐绝食。
1967年2月初，呼三司、河西公司八.一八革命造反團等群众组织，冲击内蒙古军区，在内蒙古军区门前静坐抗議。师院学生韩桐在抗議過程中被内蒙古军区军训部副部长柳青开枪打死。這次事件被認爲是文革中军队向学生开的第一枪，轟動全國。2月6日，国务院、中央军委发出特急明码电报，要求内蒙古自治区党委、内蒙古军区、呼和浩特市红卫兵革命造反司令部、红卫军四方各派代表到北京会谈。周恩来于2月10日、2月16日、3月18日、4月6日、4月12日、4月13日，6次接见内蒙古自治区四方面代表。
1967年4月13日 《中共中央关于处理内蒙古问题的决定》（八條决定）下达。内蒙古军区改组，派北京軍區的69軍28師進駐內蒙。正式宣布呼三司为革命造反派。

### 分裂
在《内蒙八條决定》公佈之後，針對如何對待對立派系的問題，呼三司内部組織產生分歧，並導致核心組織東縱的分裂。隨著内人黨事件的擴大化，呼三司的影響力進一步降低。最終被内蒙古自治区革命委员会取代。

## 關聯條目
- 批判烏蘭夫
- 首都三司
- 二月逆流
- 内人黨事件

## 拓展閲讀
- 《周恩来第二次接见内蒙四方面代表讲话纪要》1967年2月16日
- 《中央首长第五次接见内蒙四方面代表谈话纪要》1967年04月12日
- 《獻給韩桐》 内蒙師院東縱主沉浮編 1967年5月3日
- 《内蒙文革风雷——一位造反派领袖的口述史》高树华，程铁军 明镜出版社 ISBN 1-932138-56-0
- 《没有墓碑的草原：内蒙古文化大革命大屠杀实录》